# 胡沂
胡沂（1106年—1174年），字周伯，浙江余姚人，南宋学者、诤臣。

## 生平
胡宗伋長子。宋徽宗崇寧五年（1106年）出生，年幼聪颖，六岁能背诵五经而不忘一字。绍兴五年，中汪應辰榜第四名進士，御史中丞陳過庭讀其試卷，贊曰：“理學、經濟，俱在是矣。”長年在州縣任地方官。紹興二十八年，始入京擔任秘書省正字。历任校书郎。孝宗即位，擢殿中侍御史。乾道元年，擔任宗正少卿，进中书舍人。胡沂为官清真廉洁，直言敢谏，時譽“乾道名卿，衣冠推其表則”。除吏部侍郎兼权吏部尚书，不久进礼部尚书。以龙图阁大学士提举兴国宫。淳熙元年（1174年）疾革，享年六十八，卒谥献肃。

## 著作
- 《经史》五卷
- 《史说》五卷
- 《奏议》八卷
- 《台评》三卷
- 《边讲余抄》五卷
- 《经筵东宫故事》四卷
- 《遵拙斋杂稿》二十卷

## 延伸阅读
[在维基数据编辑]
 《宋史·卷388》，出自脱脱《宋史》